# سكوت موير
سكوت موير (بالإنجليزية: Scott Moir)‏ هو راقص على الجليد كندي من مواليد 2 سبتمبر 1987. حاز برفقة شريكه تيسا فيرتشو على المركز الأول في الألعاب الأولمبية الشتوية 2010 و 2018 والمركز الثاني في 2014. وحازا على بطولة العالم في التزلج ثلاثة مرات (2010, 2012, 2017).

## وصلات خارجية
- الموقع الرسمي
- سكوت موير على موقع الاتحاد الدولي للتزلج (الإنجليزية)
- سكوت موير على موقع اللجنة الأولمبية الدولية (الإنجليزية)
- سكوت موير على موقع أوليمبيديا (الإنجليزية)
- سكوت موير على موقع اللجنة الأولمبية الكندية (الإنجليزية)
- سكوت موير على موقع الموسوعة البريطانية (الإنجليزية)